# Epirrhoe reductula
Epirrhoe reductula là một loài bướm đêm trong họ Geometridae.